# Безакцептні платежі
Безакцéптні платежí — платежі, що здійснюються списанням коштів з розрахункового (поточного) рахунку платника без його згоди, на підставі документів, поданих банком постачальником; платежі, які здійснюються на основі платіжних вимог у тих випадках, коли для оплати не потрібно згоди платника, про що робиться спеціальна відмітка на документі: «без акцепту».